# Viktor Bannikov
Viktor Maksymovyč Bannikov (in ucraino Віктор Максимович Банніков?, in russo Виктор Максимович Банников?, Viktor Maksimovič Bannikov; Luhyny, 28 aprile 1938 – Kiev, 25 aprile 2001) è stato un calciatore sovietico, di ruolo portiere.

## Carriera
Fu il primo presidente della Federazione calcistica dell'Ucraina a partire dal 1991, anno della sua fondazione, fino al 1996.

## Palmarès

### Competizioni nazionali
- Campionato sovietico: 3

Dinamo Kiev: 1966, 1967, 1968
- Coppa dell'Unione Sovietica: 3

Dinamo Kiev: 1964, 1965-1966
Torpedo Mosca: 1972